# 10888 Yamatano-orochi
10888 Yamatano-orochi è un asteroide della fascia principale. Scoperto nel 1996, presenta un'orbita caratterizzata da un semiasse maggiore pari a 3,1802624 UA e da un'eccentricità di 0,0893121, inclinata di 18,16237° rispetto all'eclittica.